# Cejkov
Cejkov és un poble i municipi d'Eslovàquia. Es troba a la regió de Košice, a l'est del país. El 2017 tenia 1.194 habitants.

## Història
La primera referència escrita de la vila data del 1381.

## Demografia
| Godina             | 1994 | 2004   | 2014   | 2024   |
| ------------------ | ---- | ------ | ------ | ------ |
| Nombre de persones | 1217 | 1206   | 1157   | 1127   |
| Diferència         |      | −0,90% | −4,06% | −2,59% |

| Godina             | 2023 | 2024   |
| ------------------ | ---- | ------ |
| Nombre de persones | 1138 | 1127   |
| Diferència         |      | −0,96% |